# Roger Boyle, 1. Earl of Orrery
Roger Boyle, 1. Earl of Orrery (* 25. April 1621 in Lismore, Irland; † 16. Oktober 1679 in Castlemartyr, Irland) war ein englischer Staatsmann und Schriftsteller.

## Leben
Er war ein Sohn von Richard Boyle, 1. Earl of Cork (Great Earl of Cork; 1566–1643), und Catherine Fenton (1582–1629); einer seiner Brüder war der Naturforscher Robert Boyle. Er heiratete am 27. Januar 1640 Lady Margaret Howard (1622–1689), mit der er sieben Kinder hatte: Elizabeth, Margaret, Roger, Henry sowie drei weitere Töchter.
Er wurde am 28. Februar 1628 von Karl I. zum Baron Boyle of Broghill erhoben. Er stand aufseiten des Königs bis zu dessen Hinrichtung, wurde aber 1649 von Oliver Cromwell für die Sache des Parlaments gewonnen und war demselben bei der Unterwerfung Irlands behilflich. 
Nach Cromwells Tod trat Boyle wieder für Karl II. auf, der ihn 1660 zum Earl of Orrery und Lordrichter von Irland ernannte. Gleichzeitig ließ er sich in das House of Commons wählen. Das 1665 Edward Hyde, 1. Earl of Clarendon, abgenommene Staatssiegel schlug er aus. Von James Butler, 1. Duke of Ormonde, Lord Lieutenant of Ireland, des Hochverrats angeklagt, trat er, nachdem er sich gerechtfertigt hatte, von seinem Posten zurück. Seitdem widmete er seine Zeit den Wissenschaften und der Poesie.

## Werk
Er schrieb den Roman Parthenissa (1665, 3 Bde.), mehrere Trauerspiele, besonders aber State letters, welche erst nach seinem Tod 1742 herausgegeben wurden.
Roger Boyle beschrieb 1663 erstmals die Farbänderung des Silberchlorids, die er jedoch dem Einfluss der Luft zuschrieb.